# Ivo Cipci

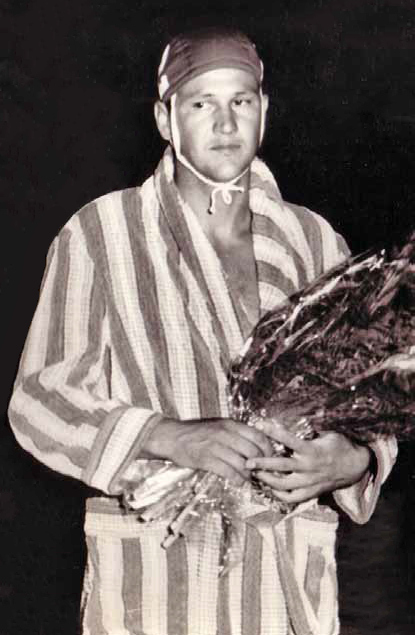

Ivica "Ivo" Cipci, född 25 april 1933 i Split, är en före detta jugoslavisk vattenpolospelare. Han tog OS-silver 1956 med Jugoslaviens landslag.
Cipci spelade sju matcher i den olympiska vattenpoloturneringen i Melbourne där Jugoslavien tog silver. Hans klubblag var VK Jadran.